# Adela croesella
Adela croesella là một loài bướm đêm thuộc họ Adelidae. Nó được tìm thấy ở hầu hết châu Âu.
Sải cánh dài 11–14 mm. Con trưởng thành bay từ cuối tháng 5 đến tháng 6. They are on wing during the day in sunshine và visit flowers.
Đầu tiên ấu trùng ăn hoa của Hippophae rhamnoides hay Ligustrum vulgare. Ấu trùng lớn hơn xây kén ở mảnh lá và ăn lá rụng.

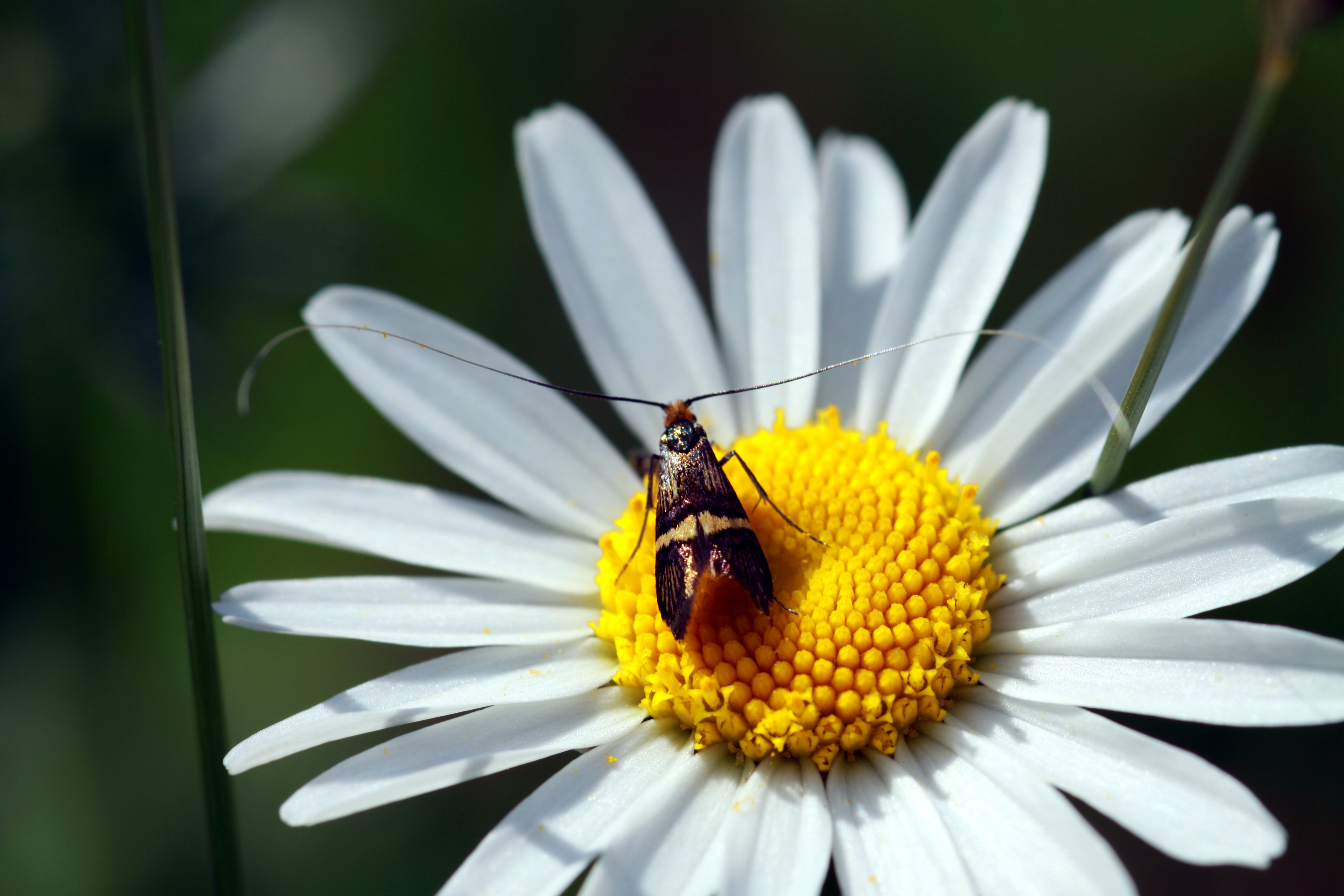
Adela croesella

## Hình ảnh

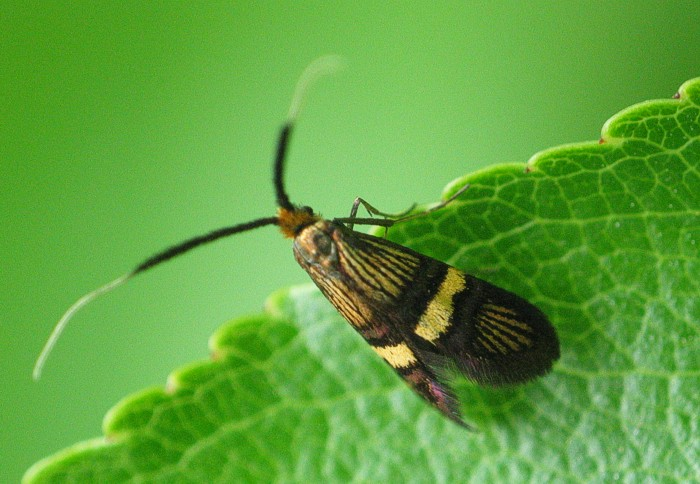
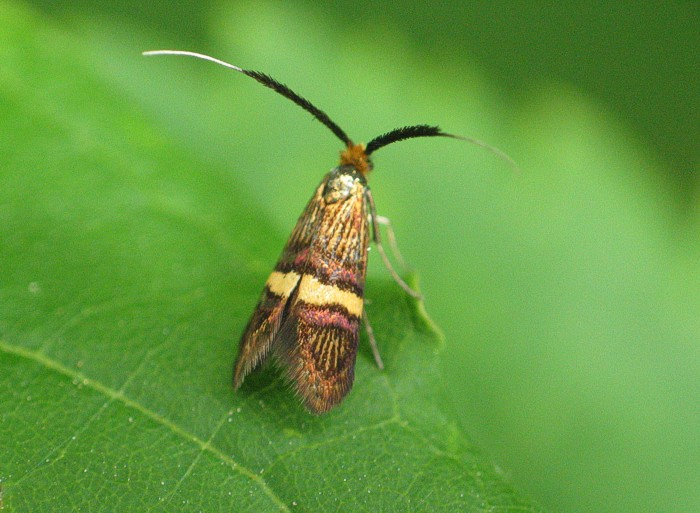
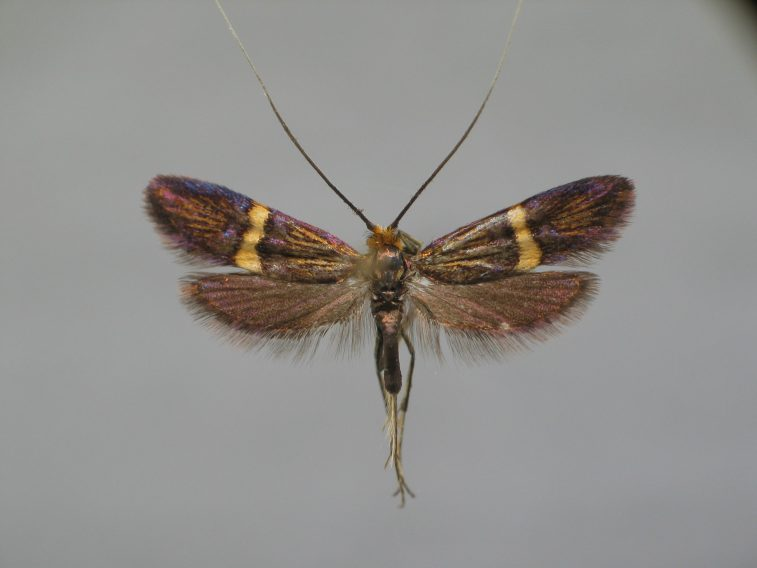